# NATO Maintenance and Supply Agency

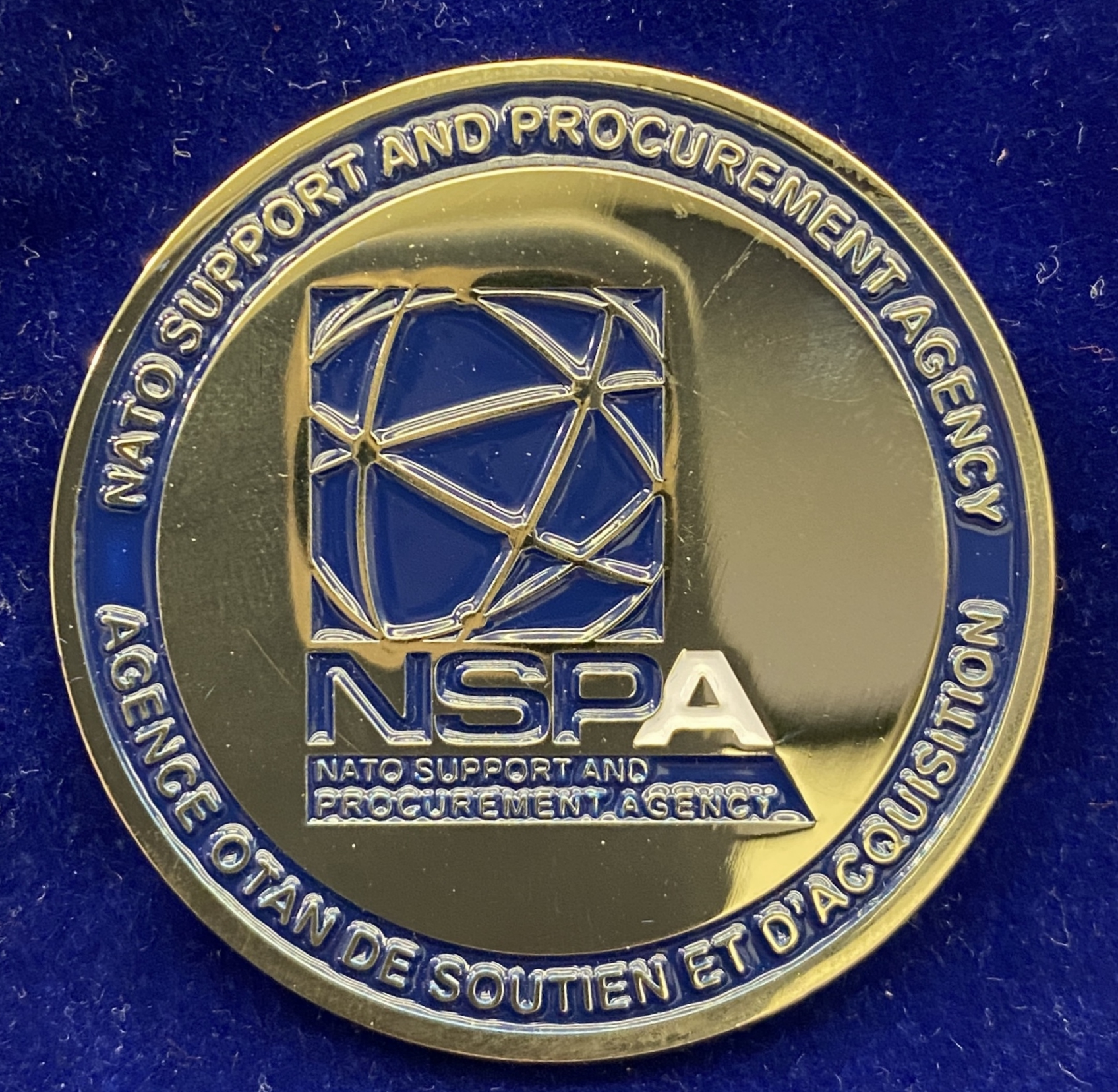
NSPA Medal

Die NATO Maintenance and Supply Agency (NAMSA; französisch Agence OTAN d’entretien et d'approvisionnement) war eine logistische Dienstleistungsorganisation für die NATO-Mitgliedstaaten. 

## Aufgaben
NAMSA hatte die Aufgabe, die kostengünstige und effiziente Betreuung derjenigen Waffensysteme sicherzustellen, die in mehreren NATO-Staaten im Einsatz stehen. Die Hauptaktivitäten der NAMSA umfassten die Aufgabenfelder Nachschub, Wartung, Einkauf, Technische Studien und Unterstützung. Die NAMSA schloss die notwendigen Industrieverträge. Der Sitz der NAMSA befand sich in Capellen (Gemeinde Mamer) im Großherzogtum Luxemburg.
Die Aktivitäten der NAMSA wurden von der NATO Maintenance and Supply Organization (NAMSO) überwacht, der alle NATO-Mitglieder angehören, mit dem Zweck, maximale Effektivität bei minimalen Kosten für die betreuten Waffensysteme zu erreichen.

## Geschichte
Die NATO-Mitgliedsstaaten hatten 1958 vereinbart, eine Organisation für Logistik zu schaffen. Diese hieß anfangs Maintenance Supply Services Agency (NMSSA) und hatte ihren Sitz in Châteauroux in Frankreich. 1963 wurde der Name zu NATO Maintenance and Supply Agency (NAMSA) geändert. Nach dem Rückzug Frankreichs aus dem militärischen Aktivitäten der NATO 1966 wurde die Organisation 1967/68 nach Capellen in Luxemburg verlegt.
Im Rahmen einer NATO-Strukturreform wurde NAMSA mit der NATO Airlift Management Agency (NAMA) und der Central Europe Pipeline Management Agency (CEPMA) zum 1. Juli 2012 zur NATO Support Agency zusammen gelegt. Diese erhielt im April 2015 den Namen NATO Support and Procurement Agency.

## Generaldirektoren
- 2004 bis 2009: Karl-Heinz Münzner, Deutschland, Generalmajor
- ab 2009: Antonios Chatzidakis, Griechenland, Generalmajor außer Dienst[3]